# Storia di una notte
Storia di una notte è un film del 2025 diretto da Paolo Costella.
Il film è liberamente tratto dal romanzo Nelle migliori famiglie di Angelo Mellone.

## Trama
Piero ed Elisabetta sono una coppia che vive una normale e felice vita familiare con i tre figli Flavio, Denis e Sara. Una sera, Flavio esce di casa e muore in un incidente. L'accaduto porta successivamente i genitori a separarsi.
Due anni dopo, la famiglia si ritrova in occasione della vigila di Natale per trascorrere le vacanze a Cortina d'Ampezzo, presso lo chalet dei genitori di Elisabetta. Denis e Sara sperano di cogliere l'occasione per ricongiungere il nucleo familiare.
Mentre va sugli sci con la sorella e il padre, Denis cade e viene portato al pronto soccorso. La ferita di Denis, apparentemente superflua, si aggrava rapidamente con la scoperta che ha fratturato la colonna vertebrale, costringendolo a sottoporsi a un rischioso intervento immediato per prevenire la paralisi permanente. 
Piero, Elisabetta e Sara, attendendo l'esito durante la notte, fanno nuovamente fronte al trauma per la perdita di Flavio e al timore che possa succedere anche a Denis. Sara trascorre il tempo con una lavoratrice dell'ospedale, Irene, mentre Piero ed Elisabetta discutono sulle conseguenze della morte del figlio. Piero si sente particolarmente responsabile di quanto accaduto, in quanto è stato lui a dare a Flavio il permesso di uscire di casa la notte in cui è morto e a convincere Denis ad andare a sciare quando ha avuto l'incidente, nonostante Elisabetta si fosse opposta in entrambe le occasioni. 
Con il trascorrere delle ore, la famiglia si riavvicina. Sara, desiderando mantenere la promessa fatta a Denis di riunire i genitori, li convince ad allontanarsi temporaneamente per raggiungere un luogo dove, anni addietro, la famiglia aveva seppellito una cerva. Tornano poi in ospedale, in tempo per ricevere notizie su Denis.
Qualche tempo dopo la ritrovata famiglia, tra cui Denis, ora pienamente guarito, si mette a guardare la tv come faceva prima della morte di Flavio.

## Produzione
Storia di una notte, diretto da Paolo Costella e scritto dallo stesso con Tania Pedroni, è liberamente tratto dal libro Nelle migliori famiglie di Angelo Mellone. Il film è stato prodotto da Attilio De Razza e Nicola Picone per Tramp Limited con Rai Cinema e il sostegno della Veneto Film Commission.

## Trailer
Il trailer ufficiale del film è stato pubblicato il 31 marzo 2025.

## Distribuzione
Il film è stato presentato in anteprima alla Festa del Cinema di Roma 2024, nella sezione Grand Public e distribuito nelle sale italiane dal 30 aprile 2025 da PiperFilm.